# James Baker
James Baker, James Addison Baker III (el este de fapt din cea de a patra generație James Addison Baker succesiv în familia sa, în ciuda folosirii sufixului generic "III" - James A. Baker, căpitanul James A. Baker și James A. Baker Jr.) (n. 28 aprilie 1930) este un fost politician american, Secretar de Stat al Statelor Unite între 1989 și 1992. A fost Șef al Statului Major al Casei Albe și Secretar al Trezoreriei Statelor Unite, sub președintele Ronald Reagan, și Secretar de Stat al SUA și Șef al Statului Major al Casei Albe sub președintele George H. W. Bush.

## Biografie

### Copilărie și educație
James Addison Baker s-a născut în Houston, în familia James A. Baker Jr. (1892-1973) și Ethel Bonner Baker (6 august 1894 - 26 aprilie 1991). Tatăl său a fost partener al biroului de avocatură din Houston, Baker Botts. Bunicul său a fost avocat și bancherul Căpitanul James A. Baker, iar străbunicul său a fost jurist și politician Judecătorul James A. Baker.
Baker a frecventat The Hill School, școală-internat din Pottstown, Pennsylvania. A absolvit Universitatea Princeton în 1952. Baker a fost membru al United States Marine Corps din 1952 până în 1954, obținând gradul de locotenent, ofițer la bordul navei USS Monrovia (APA-31). A rămas în  Corpul Marin până în 1958,  obținând gradul de căpitan.